# Medard Stalpaert
Medard Jerome Constantin Stalpaert (Brugge, 29 december 1903 - 4 juni 1979) was een Belgisch senator.

## Levensloop
Medard Stalpaert was een zoon van de haarkapper Constant Stalpaert (1857-1932) en van Louise Strubbe (1860-1944). Hij trouwde in 1926 met Adrienne Van Daele. Hij behoorde tot een familie van wie heel wat mannen als haarkapper bedrijvig waren in het Brugse. Dit was het geval met zijn vader, maar ook zijn grootvader Jacob Stalpaert (1835-1902) en zijn overgrootvader Jacob Stalpaert (1814-1877), die het beroep van barbier uitoefenden, zowel in de negentiende als in de twintigste eeuw. Ook professor en hartchirurg Georges Stalpaert en volkskundige Hervé Stalpaert behoorden tot deze familie.
Na een loopbaan als bediende bij de socialistische ziekenkas Bond Moyson, werd Stalpaert voorzitter van de Bond van socialistische gepensioneerden van het arrondissement Brugge. Hij was ook beheerder van de Federatie van socialistiscvhe mutualiteiten van Brugge-Oostende.
Wonende in Assebroek vanaf 1935, werd hij er gemeenteraadslid in 1944. Ter gelegenheid van coalitiewissels was hij schepen van deze gemeente van 1952 tot 1958, en eerste schepen en ambtenaar van de burgerlijke stand van 1965 tot 1970. Na de fusie met Brugge in 1971, werd hij lid van het OCMW, tot in 1977.
Op 16 september 1968 werd hij verkozen tot provinciaal BSP-senator. Dit werd hij enkel om de plaats warm te houden tot Frank Van Acker de vereiste leeftijd van veertig jaar had bereikt. Hij nam dan ook ontslag op 14 juni 1969 en werd twee weken later door Van Acker junior opgevolgd.